# Vivaldi (webböngésző)
A Vivaldi egy ingyenes webböngésző, amelyet a Vivaldi Technologies fejlesztett ki (az a cég, amelyet az Opera egykori társalapítója és vezérigazgatója, Jon Stephenson von Tetzchner hozott létre). Azzal a céllal alkották meg, hogy kielégítse a korábbi Opera-felhasználók igényeit, akik csalódtak ebben a böngészőben, amikor áttért a Presto motorról a Blink motorra, melynek során számos népszerű funkciót eltávolítottak belőle.  A Vivaldinak az a célja, hogy az Opera 12 régi jellemzőit valósítsa meg, és új, innovatívabb megoldásokat vezessen be. A böngésző egyre nagyobb népszerűségnek örvend az elindítása óta. Az első műszaki előzetesét 2015. január 27-én adták ki.

## Történet
A Vivaldi virtuális közösségi oldalként indult, amely az Opera által 2014 márciusában leállított My Operát váltotta fel. Jon Stephenson von Tetzchnert felháborította ez a döntés, mert úgy gondolta, hogy ez a közösség segített olyanná alkotni az Opera böngészőt, amilyen. Tetzchner később a My Opera pótlására elindította a Vivaldi virtuális közösséget, amely arra fókuszál, hogy a regisztrált felhasználókat vitafórummal, blogszolgáltatással és számos más hasznos webes szolgáltatással lássa el. A Vivaldi Technologies 2015. január 27-én adta ki a Vivaldi webböngésző első technikai előzetesét, amelyet a második 2015. március 5-én követett.

## Jellemzők
A Vivaldi egy minimalista felületű böngésző, amely alapvető ikonokat és betűkészleteket tartalmaz, színsémája pedig az éppen meglátogatott honlap hátterét és elemeit követi. Számos webes technológiára épít, köztük a HTML5-re, a Node.js-re, a React.js-re és a Blink böngészőmotorra.

## Fordítás
- Ez a szócikk részben vagy egészben  a   Vivaldi (web browser) című angol Wikipédia-szócikk ezen változatának fordításán alapul.  Az eredeti cikk szerkesztőit annak laptörténete sorolja fel. Ez a jelzés csupán a megfogalmazás eredetét és a szerzői jogokat jelzi, nem szolgál a cikkben szereplő információk forrásmegjelöléseként.